# Lim

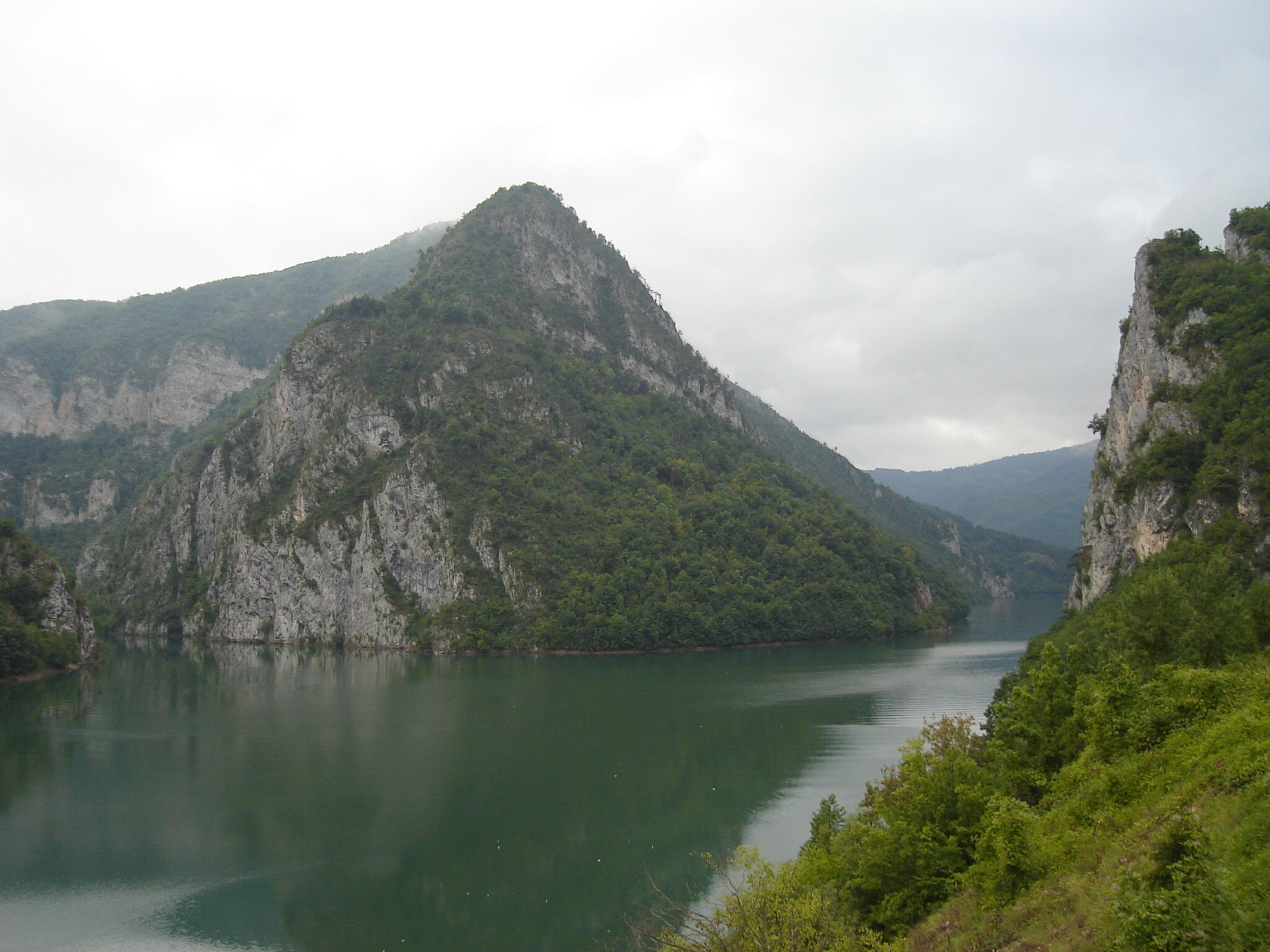
Ujście Limu do Driny

Lim (serb. Лим) – rzeka na Bałkanach, największy dopływ Driny w dorzeczu Dunaju. Przepływa przez Czarnogórę, Albanię, Serbię i Bośnię i Hercegowinę. Długość – 220 km, powierzchnia zlewni – 5963 km². Lim nie jest żeglowny. Największe dopływy – Lješnica w Czarnogórze, Uvac w Serbii, Poblačnica i Radojna w Bośni.
Nazwa rzeki może pochodzić od łac. limes – „granica” bądź od alb. lumë – „rzeka”.
Źródła Limu znajdują się w czarnogórskich górach Žijovo, skąd rzeka płynie na wschód jako Vrmoša (Врмошa). Po kilku km wpływa do Albanii i jako Lumi i Vermoshit przecina jej najbardziej wysunięty na północ skrawek koło wsi Vermosh. Po następnych kilku km wypływa z powrotem do Czarnogóry jako Grnčar (Грнчар), a następnie Ljuča (Ључа). Na tym odcinku tworzy dość szeroką dolinę, oddzielającą masyw Visitor na północy od gór Prokletije na południu. W dolinie tworzy deltę i uchodzi do naturalnego jeziora Plav. Opuszcza jezioro już jako Lim i płynie na północ przez Góry Dynarskie, mijając od wschodu masywy górskie Komovi, Ključ, Bjelasica, Lisa planina i Kamenna gora. Koło miasteczka Berane dolina Limu znacznie się poszerza. Rzeka przecina kolejne miasteczko Bijelo Polje i przez kilka km stanowi granicę czarnogórsko-serbską. Na tym odcinku Lim tworzy długi wąwóz Kumanička klisura między Lisą planiną na zachodzie a górami Ozren na wschodzie. Koło serbskiej wsi Gostun Lim wypływa na terytorium Serbii, gdzie wąską doliną płynie u stóp gór Jadovnik, Pobijenik i Zlatar. Poniżej miasteczka Prijepolje zasila sztuczny zbiornik Potpeć z elektrownią wodną. Za mistem Priboj Lim skręca na północny zachód i przecina granicę serbsko-bośniacką. W Bośni Lim oddziela góry Bič, Javorje i Vučevica na południu od gór Varda na północy. Koło wsi Međeđa uchodzi do sztucznego zbiornika wodnego Višegradsko jezero na Drinie.
Dolina Limu (Полимље – Polimlje) jest regionem intensywnego rolnictwa, szczególnie sadownictwa i hodowli bydła. Jej serbska część należy do historycznego regionu Stari Vlah (Стари Влах). Doliną Limu biegnie najważniejsze połączenie komunikacyjne Serbii z Czarnogórą – linia kolejowa i droga Belgrad – Bar. Jedynym ośrodkiem przemysłowym nad Limem jest Priboj.
4 kwietnia 2004 koło wsi Gostun nad Limem doszło do tragicznego wypadku drogowego – bułgarski autobus wiozący 34 uczniów i 16 dorosłych z Dubrownika do Swisztowa wypadł z drogi i utonął w Limie. Zginęło 12 uczniów, resztę uratowano dzięki pomocy mieszkańców.

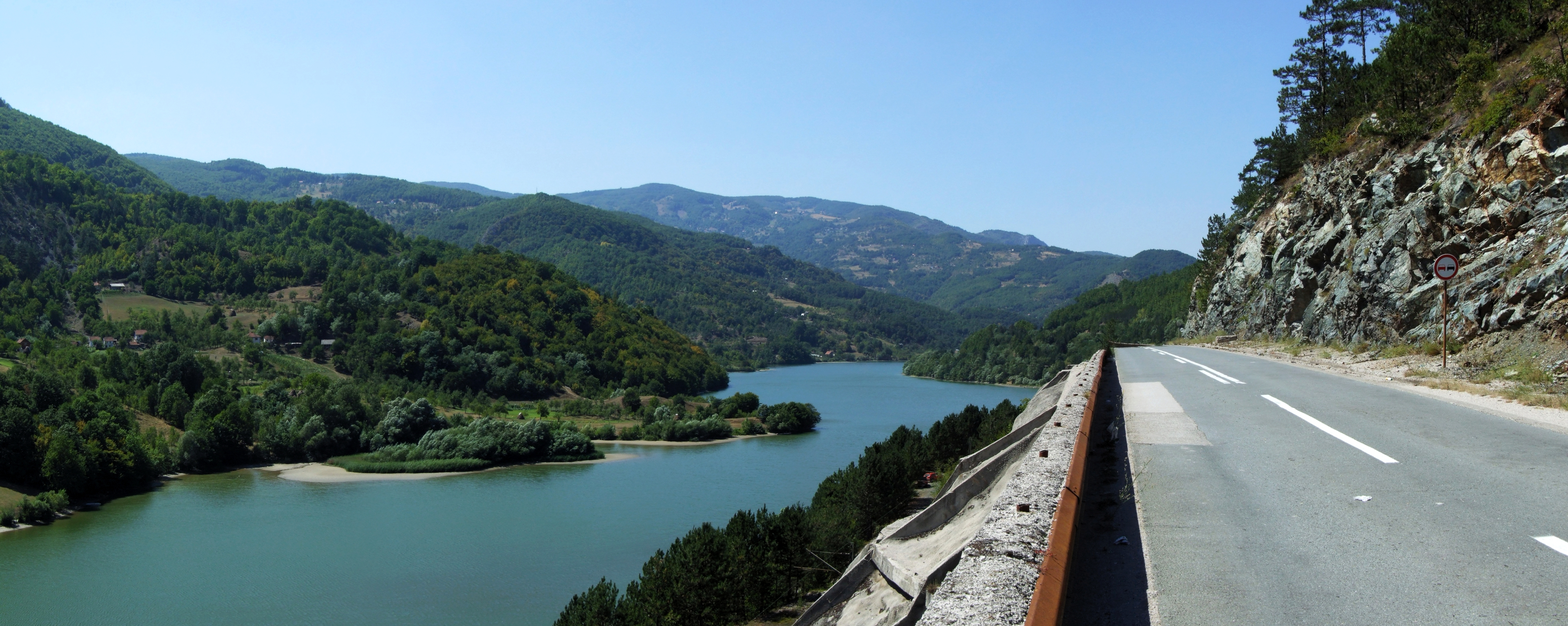
Sztuczny zbiornik Potpeć w Serbii, między miastami Prijepolje i Priboj